# Kamień-Rupie
Kamień-Rupie – wieś w Polsce położona w województwie podlaskim, w powiecie wysokomazowieckim, w gminie Szepietowo.
W latach 1975–1998 miejscowość administracyjnie należała do województwa łomżyńskiego.
Wierni kościoła rzymskokatolickiego należą do parafii św. Stanisława Biskupa i Męczennika w Dąbrowie Wielkiej.

## Historia
W roku 1827 miejscowość liczyła 20 domów i 120 mieszkańców.
Pod koniec wieku XIX w. wieś drobnoszlachecka w powiecie mazowieckim, gmina Szepietowo, parafia Dąbrowa-Wielka.
W 1921 r. naliczono tu 25 budynków z przeznaczeniem mieszkalnym oraz 150 mieszkańców (75 mężczyzn i 75 kobiet). Narodowość polską podało 149 osób, a 1 białoruską.

## Obiektyzabytkowe
- dom drewniany z lat 20. XX w.
- dom drewniany z lat 30. XX w.